# Булло, Николь
Николь Булло (итал. Nicole Bullo; род. 18 июля 1987[…], Кларо, Тичино) — швейцарская хоккейная защитница клуба «Амбри-Пиотта». В составе сборной Швейцарии бронзовый призёр Олимпийских игр 2014 года и чемпионата мира 2012 года, участвовавла в пяти Олимпийских играх (2006, 2010, 2014, 2018, 2022). В составе «Лугано» семь раз побеждала в чемпионате Швейцарии. Лучшая хоккеистка Швейцарии 2011 и 2012 годов.
Начала заниматься хоккеем в возрасте 5 лет. Кумиром спортсменки является канадский хоккеист Уэйн Гретцки.